# Inscripción rúnica

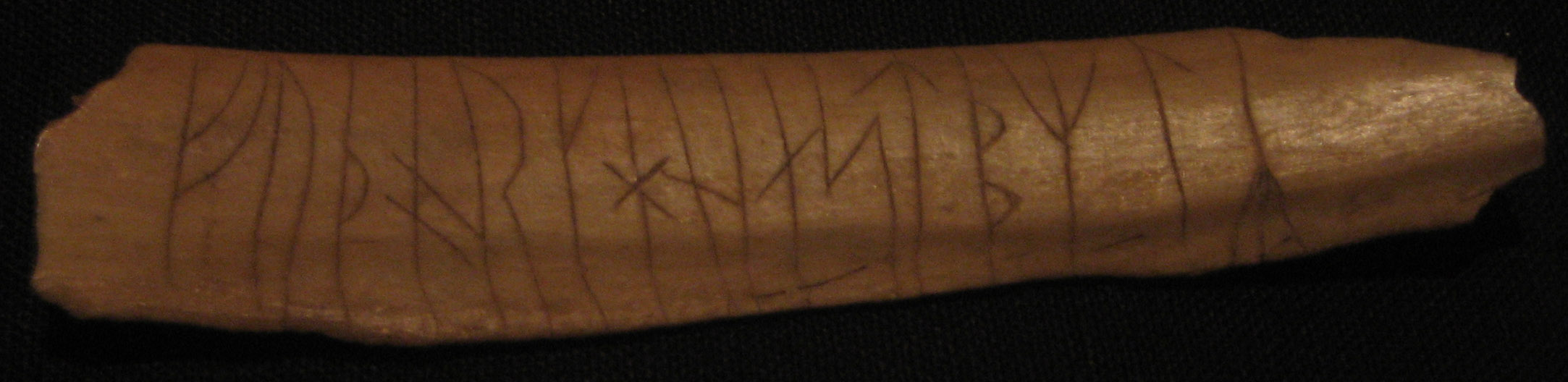
Inscripción en futhark en un hueso.

Una inscripción rúnica es una inscripción realizada en uno de los diversos alfabetos rúnicos. Generalmente contenían información práctica o memoriales en lugar de historias mágicas o míticas. El conjunto de inscripciones rúnicas se divide en tres categorías: Futhark antiguo (alrededor de 350 elementos, que datan de entre los siglos II y VIII d. C.), Futhorc anglofrisón (alrededor de 100 elementos, de los siglos V al XI) y Futhark joven (cerca de 6000 artículos, siglos VIII al XII).
El total de 350 inscripciones conocidas en la escritura Futhark antigua se dividen en dos categorías geográficas principales: germánico del norte (escandinavo, c. 267 elementos) y germánico continental o del sur ( "alemán" y gótico, c. 81 elementos). Estas inscripciones se encuentran en muchos tipos de objetos sueltos, pero la tradición germánica del norte muestra una preferencia por los bracteatos, mientras que las inscripciones de la categoría germánica del sur muestran preferencia por las fíbulas. Las cifras precisas son discutibles porque algunas inscripciones son muy cortas y/o ilegibles, por lo que no está claro si califican como inscripciones o no.
La división en inscripciones escandinavas, del Mar del Norte (anglofrisón) y germánicas del sur tiene sentido desde el siglo V. En los siglos III y IV, la escritura Futhark antigua todavía estaba en su fase inicial de desarrollo, con inscripciones concentradas en lo que ahora es Dinamarca y el norte de Alemania.
La tradición de la alfabetización rúnica continuó en Escandinavia hasta la era vikinga, convirtiéndose en la escritura Futhark joven. Se conocen cerca de 6.000 inscripciones de este tipo, muchas de ellas en piedras rúnicas.
Una importante inscripción protonórdica estaba en uno de los cuernos de oro de Gallehus (principios del siglo V). Un total de 133 inscripciones conocidas en bracteates. Hay varias inscripciones legibles y parcialmente interpretables que datan de la primera mitad del siglo V, como un anillo de plata para el cuello encontrado cerca de Aalen con "noru" inscrito en alfabetos rúnicos en su borde interior. otros descubrimientos fueron descubiertos en Alemania, Dinamarca, Noruega, Hungría, Bélgica, Inglaterra y Bosnia.
Muy pocas inscripciones pueden asociarse con los francos, lo que refleja su temprana romanización y cristianización. Un hallazgo importante es la inscripción de Bergakker, sugerida como registro fráncico del siglo V. La única otra inscripción definitivamente clasificada como franca es la hebilla de Borgharen, que dice bobo (un nombre personal franco).
Las runas en tiempos vikingos los vikingos no contaban con una cultura escrita en el sentido moderno de la palabra, puesto que no tenían libros, pero disponían de unos caracteres alfabéticos, la escritura rúnica, cuyas letras se llamaron runas. La inspiración tal vez haya llegado desde la región del Rin.
Tipología de las inscripciones rúnicas Las runas estaban compuestas de manera que podían ser grabadas, y en la época de los vikingos fueron grabadas en madera, hueso, metal y piedra. La escritura se había empleado en los Países Nórdicos  (Suecia ,Noruega, Dinamarca) varios siglos antes de la época vikinga, y las primeras inscripciones rúnicas que han sobrevivido se remontan a un par de siglos después de Cristo. Las runas no eran tampoco algo especialmente escandinavo.
Varios pueblos germánicos las utilizaban para escribir: alemanes, godos, frisones y anglosajones, así como los pueblos norgermánicos, de los que descendían los vikingos. A juzgar por las muchas inscripciones tempranas, encontradas en un área bastante reducida, es de suponer que Dinamarca es la cuna de las runas (según la teoría del runólogo Erik Moltke).
Las piedra rúnicas Las inscripciones rúnicas más notables que se han conservado hasta la fecha fueron grabadas en piedra. A veces estas piedras rúnicas forman parte de monumentos más grandes, pero se encuentran principalmente aisladas, colocadas en sitios destacados para atraer la atención de los transeúntes.
El mayor número de piedras rúnicas data de la Edad Vikinga. A menudo honran a un difunto, especialmente al rico e influyente. Las inscripciones eran generalmente escuetas y podían simplemente indicar un nombre. Algunas veces se trata de pasajes enteros que ocupan varias o todas las caras de las piedras.
Las piedras rúnicas nos proporcionan una valiosa información sobre la vida social de entonces: nos hablan de las creencias religiosas, organización social y vínculos de lealtad. Evocan los derechos y las ocupaciones de las mujeres y se hacen eco de los viajes de los vikingos a lugares lejanos, sus incursiones, pillajes y expediciones comerciales. 